# ブリティッシュ・エアウェイズ2276便火災事故
ブリティッシュ・エアウェイズ2276便火災事故（ブリティッシュ・エアウェイズ2276びんかさいじこ、British Airways Flight 2276）とは、2015年9月8日にラスベガス・マッカラン国際空港からの離陸中に、ボーイング777-200ERの左エンジンから出火した事故である。
乗員13人と乗客157人が搭乗していたが、全員が無事避難し、負傷者は出たが死者はなかった。

## 概要
2276便は、ラスベガスからロンドン・ガトウィック空港行きの国際定期旅客便であった。
2276便は現地時間15時53分に第三ターミナルのゲートE3を離れ、16時12分に滑走路07Lからの離陸を開始した。しかし、その直後にパイロットは左エンジンの出火に気付き、離陸を中止した。パイロットはすぐに緊急事態を宣言したが、この時、機体は70ノットまで加速していた。ただし、離陸速度である160ノットには達していなかったため、パイロットたちはすぐに滑走路上で機体を停止させ、客室乗務員に対して乗客の避難を命じた。
避難の際に脱出シューターを使用したため、14人が軽傷を負ったものの、乗員乗客170人は全員生還した。負傷者はサンライズ病院＆医療センターで治療を受けた。
ラスベガス空港の消防隊は緊急事態宣言から5分以内に火を鎮火した。しかし、火災はエンジンに大きなダメージを与え、エンジンカバーなどに穴を開けた。

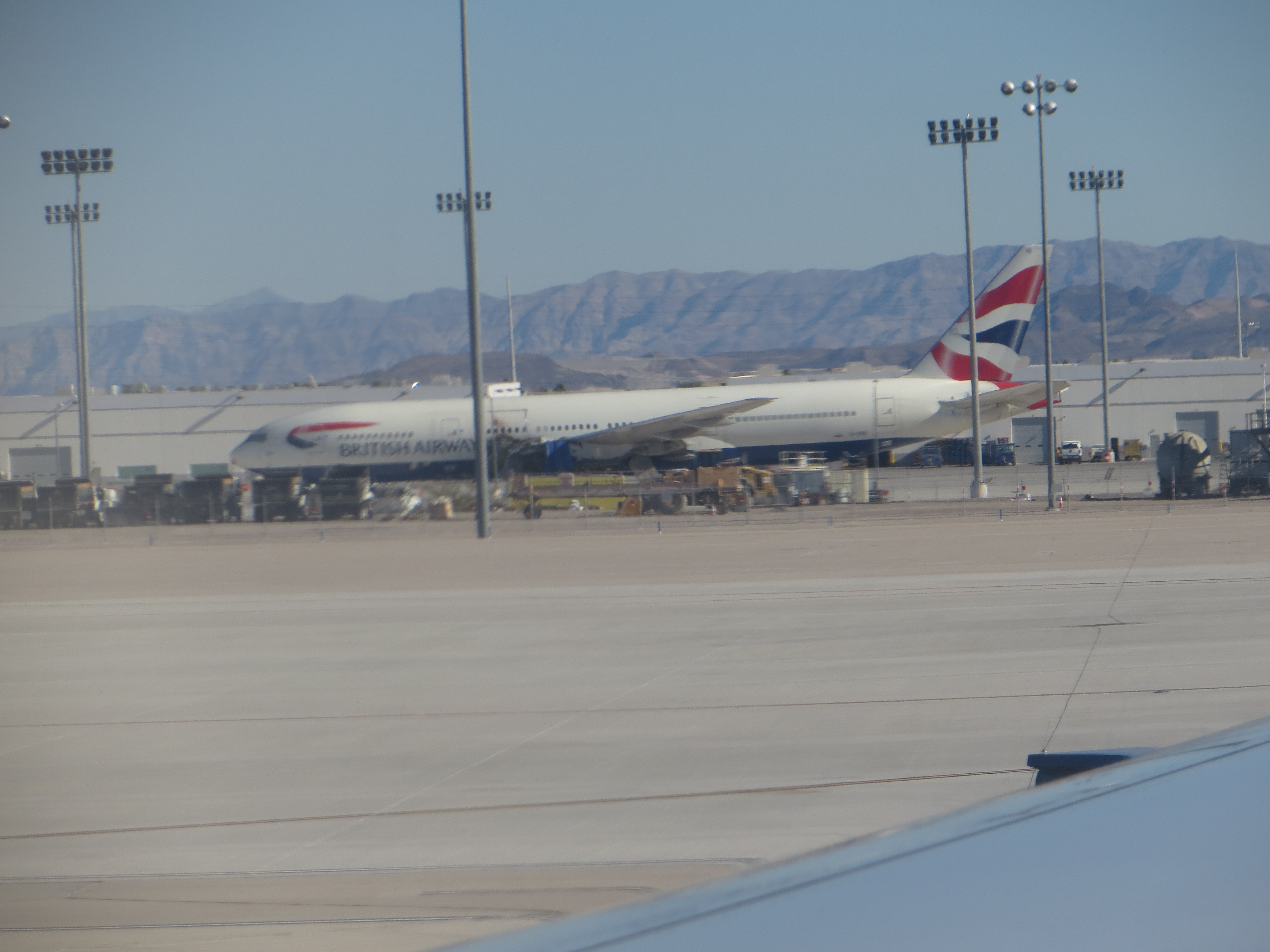
2015年12月に撮影された火災後の事故機

米連邦航空局（FAA）は、火災がゼネラル・エレクトリックGE90エンジンの故障によって引き起こされたことを示した。4本ある滑走路うちの1本が4時間閉鎖された。そのため、いくつかの到着便が他の空港へのダイバートを余儀なくされ、一部の発着便が欠航となるなど、影響を与えた。

## 飛行機データ

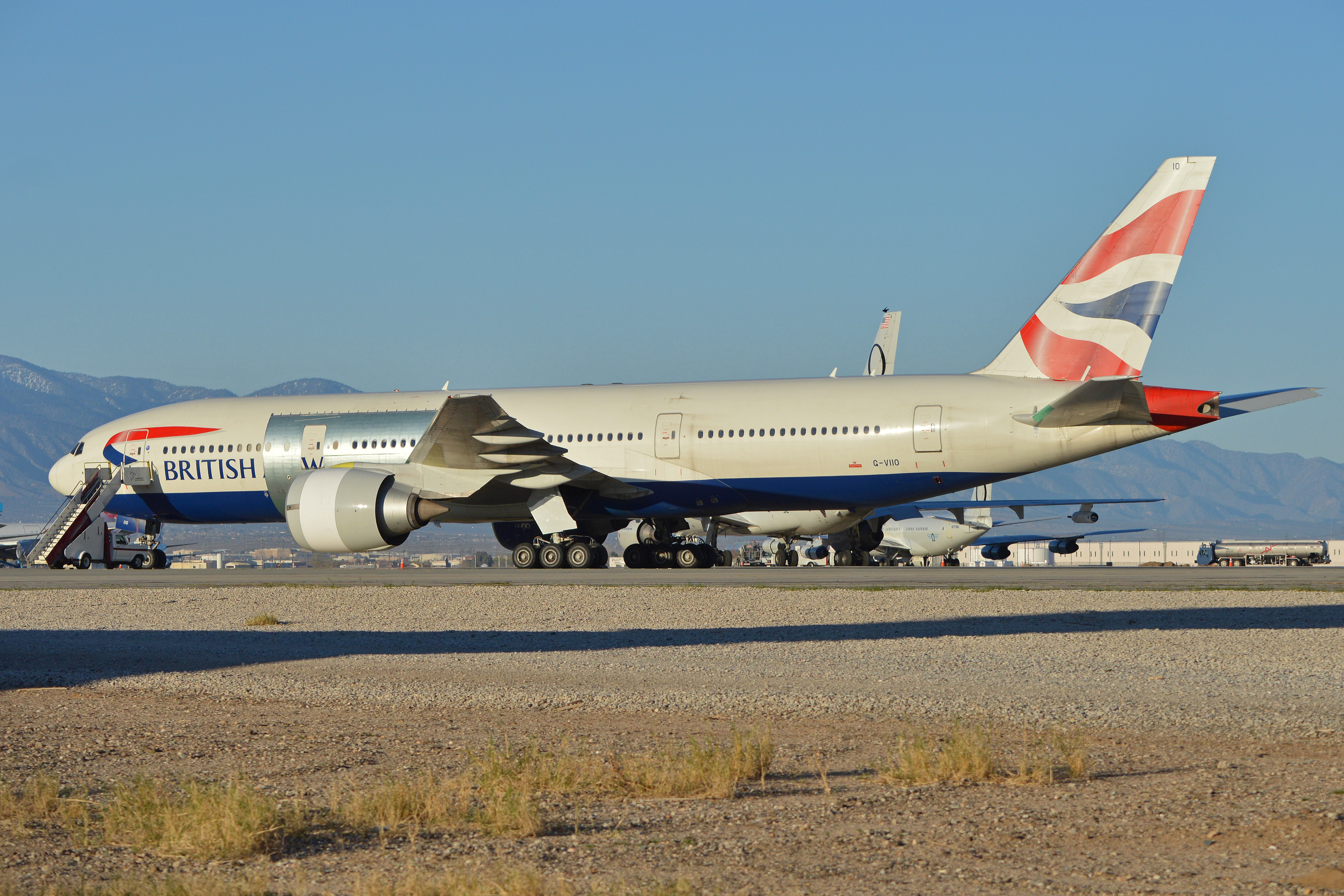
修理完了した事故機。

事件に関与した航空機は、G-VIIOとして1999年1月にブリティッシュ・エアウェイズに納入されたボーイング777-236ERであった。事故の時、航空機は17年間ニューヨークや成田とロンドンなどの長距離線を結んできた。
2015年12月にブリティッシュ・エアウェイズは、ボーイングからのエンジニアのチームが航空機を評価し、損傷が限られており、修復が適していると発表した。その結果、航空機を修理して旅客サービスに戻すことが発表された。ボーイング社のチームは、2016年2月に修理を完了した。3月24日に運行へ復帰した。
耐空検査は2月25日に行なわれ、その後、ルーチンCのチェックのために3月15日にカーディフに回送された。後に、ロンドン・ガトウィック空港のベースに戻り、3月24日に旅客サービスを再開した。